# 河相达夫
河相达夫（日语：河相 達夫/かわい たつお，1889年7月26日—1966年10月31日），本姓“永井”，嗣“河相”家。日本外交官，曾担任日本驻广州总领事、日本任驻澳大利亚公使、外务省情报部长、外务省次官，终战联络事务局次长。